# Rêves cachés
Pour plus de détails, voir Fiche technique et Distribution.
Rêves cachés (Hidden Dreams) est un film dramatique camerounais réalisé par Ngang Romanus et sorti en 2021.
Il a été sélectionné pour représenter le Cameroun à la 94e cérémonie des Oscars dans la catégorie du meilleur long métrage international.

## Fiche technique
- Titre français : Rêves cachés[2]
- Titre original : Hidden Dreams
- Réalisation : Ngang Romanus
- Scénario : Evita Afungfege, Eystein Young Dingha
- Photographie : Mini Collins
- Montage : Awemo Pius
- Décors : Eystein Young Dingha
- Production : Nchini Justin
- Société de production : Flash Light Productions
- Pays de production :  Cameroun
- Langue originale : anglais, français
- Format : couleurs - 1,78:1 - Son mono
- Genre : drame
- Durée : 96 minutes
- Dates de sortie : 
  - Cameroun : 15 mai 2021

## Distribution
- Nchini Sylvia-Bright : Njang
- Syriette Che : Madanm Philomena
- Vitalis Otia : Fon
- Nchini Justin : Afuma
- Libota McDonald : direktè
- Vugah Samuel : Bobe Sumbom
- Eistein Young : Verbe Bartholomew
- Nayah Rufina : Kapitèn Njiabi
- Emmaculates Kum : docteur Animbom
- Inocencia Bagon : jeune épouse Ajim
- Fon Nji Bertrand : Scout Boh
- Augusta Mambo : Njang (granmoun)
- Skylar Mbeng Neriah : pitit fi Njang
- Nora Lum : Bih
- Elizabeth Kiko Akuma : Nouris
- Prisca Kirble Ngunyam : Na Bang
- Sheila Atufung Ngebenui : Tankumnbeng
- Ijang Quinny : manman Njang